# 戸渡和孝
戸渡 和孝（とわたり かずたか、1969年 - ）は、日本のテレビプロデューサー、ディレクター。兵庫県出身。
フジテレビジョンスタジオ戦略本部制作推進局長。 

## 来歴
早稲田大学卒業。元々はミュージシャンで、バンド「COOL SPOON」のメンバーであった。
1992年にフジテレビへ入社。『ダウンタウンのごっつええ感じ』、『スターどっきり（秘）報告』、『ミュージックフェア』などを経て、1996年に開始した『めちゃ²イケてるッ!』は前身の『めちゃ²モテたいッ!』の立ち上げからディレクターを担当。2009年10月からは総合演出を務めた。
2021年6月30日までは、編成制作局制作センター第2制作室部長だった。
2022年6月27日までは、編成制作局制作センター第2制作室局次長職だった。
2023年6月27日までは、編成制作局バラエティー制作センター室長だった。
2024年6月25日までは、編成制作局長補佐兼バラエティー制作センター室長だった。
2025年7月9日までは、編成総局バラエティ制作局長だった。

## 担当番組

### 現在
特番
- 出川と爆問田中と岡村のスモール3（監修→SPECIAL THANKS）

### 過去
- ダウンタウンのごっつええ感じ（AD）
- ミュージックフェア
- スターどっきり（秘）報告
- 天使のU・B・U・G（AD）
- UN FACTORY カボスケ（ディレクター）
- めちゃ²モテたいッ!（ディレクター）
  - めちゃ²イケてるッ!（ディレクター→総合演出→演出・プロデュース）
    - 記録よりも記憶に残るフジテレビの笑う50年 〜めちゃ×2オボえてるッ!〜（演出）
- 森田一義アワー 笑っていいとも!（ディレクター）
- サタ☆スマ（ディレクター）
- 少年頭脳カトリ1999（ディレクター）
- FNS27時間テレビ
  - FNS27時間テレビ みんなのうた（2002年総合演出、2003年プロデューサー）
  - FNS27時間テレビ めちゃ2オキてるッ! 楽しくなければテレビじゃないじゃ〜ん!! （2004年ディレクター）
  - FNS27時間テレビ!! みんな笑顔のひょうきん夢列島!! （2008年ディレクター）
  - FNSの日26時間テレビ2009 超笑顔パレード 爆笑!お台場合宿!! （2009年ディレクター）
  - FNS27時間テレビ めちゃ2デジッてるッ! 笑顔になれなきゃテレビじゃないじゃ〜ん!!（2011年総合演出）
  - FNS27時間テレビ 笑っていいとも! 真夏の超団結特大号!! 徹夜でがんばっちゃってもいいかな?（2012年ディレクター）
  - 武器はテレビ。 SMAP×FNS 27時間テレビ （2014年ディレクター）
  - FNS27時間テレビ めちゃ2ピンチってるッ! 1億2500万人の本気になれなきゃテレビじゃないじゃ〜ん!! （2015年演出）
  - FNS27時間テレビ にほんのスポーツは強いっ! （2019年制作）
- おじゃMAP!!（監修）
- Cygames THE MANZAI マスターズ（制作統括、第5回、第4回は企画統括）
- ネタパレ（ゼネラルプロデューサー）
- ENGEIグランドスラム（制作統括、第11、12回は企画統括）
- ウケメン（制作統括）
- ネプリーグ（制作統括）
- 新春!爆笑ヒットパレード（制作統括）
- 7G〜SEVENTH GENERATION〜（制作統括）
- 青春アカペラ甲子園 全国ハモネプリーグ（制作統括）
- ただ今、コント中。（チーフプロデューサー）
- ツギクル芸人グランプリ（制作統括）
- FNSラフ&ミュージック〜歌と笑いの祭典〜（ゼネラルプロデューサー）
など